# Hubert Sowa
Hubert Sowa (* 1954 in Bamberg) ist ein deutscher Kunstpädagoge und Kunstdidaktiker. Er ist emeritierter Professor für Kunst und ihre Didaktik an der Pädagogischen Hochschule Ludwigsburg.

## Leben und Werk
Hubert Sowa studierte an der Staatlichen Hochschule für Bildende Künste in Braunschweig sowie an der Technischen Universität Braunschweig und der Universität Erlangen-Nürnberg, wo er ein Studium der Kunstgeschichte, Kunstpädagogik und Philosophie abschloss. Er promovierte bei Manfred Riedel mit einer Arbeit über die Kunstphilosophie Martin Heideggers. Von 1980 bis 2002 war Hubert Sowa Kunsterzieher an verschiedenen Gymnasien. Von 2002 bis 2020 war Sowa Professor für Kunst und ihre Didaktik an der Pädagogischen Hochschule Ludwigsburg.
Hubert Sowa ist Gründungsmitglied des "IMAGO – Forschungsverbunds Kunstpädagogik". Er ist weiterhin Mitherausgeber verschiedener kunstpädagogischer Publikationen und Schriftenreihen u. a. von "KUNST+UNTERRICHT" (seit 2002), von „Kunstpädagogik im Projekt der allgemeinen Bildung“ (2007), des KUNSTBildatlas und des Lehrwerks „KUNST“ im Klett-Schulbuchverlag (seit 2007) sowie der Schriftenreihe "IMAGO – Forschungsverbund Kunstpädagogik" im kopaed-Verlag (seit 2014).

## Forschung und Lehre
Hubert Sowa forscht und publiziert zur Theorie des ästhetischen Daseins, zu curricularen Strukturen der Kunstpädagogik, zur Bilddidaktik, zur Bildung der Imagination, zur Kinder- und Jugendzeichnung, zur Bildhermeneutik und zur Weltkunstpädagogik.

## Publikationen
- Hubert Sowa (2019): Die Kunst und ihre Lehre. Fachsystematik – Bildungssinn – Didaktik. Teil I: Musen und TECHNE. (= Kunst.Pädagogik.Didaktik. Schriftenreihe IMAGO – Forschungsverbund Kunstpädagogik, Bd. 8/1.) München.
- Hubert Sowa (2015): Gemeinsam vorstellen lernen. Theorie und Didaktik der kooperativen Vorstellungsbildung. Kunst.Pädagogik.Didaktik. Schriftenreihe IMAGO – Forschungsverbund Kunstpädagogik, Bd. 2. München 2015.
- Hubert Sowa (Hrsg.): Bildung der Imagination. Band 1: Kunstpädagogische Theorie, Praxis und Forschung im Bereich einbildender Wahrnehmung und Darstellung. Oberhausen 2012
- (mit Alexander Glas und Monika Miller): Bildung der Imagination. Band 2: Bildlichkeit und Vorstellungsbildung in Lernprozessen. Oberhausen 2014.
- (mit Monika Miller und Sarah Fröhlich): Bildung der Imagination. Band 3: Verkörperte Raumvorstellung – Grundlagen. Oberhausen 2017.
- (mit Sarah Fröhlich): Bildung der Imagination. Band 4: Verkörperte Raumvorstellung – Gestaltungsdidaktische Praxis und Forschung. Oberhausen 2017.
- Hubert Sowa (2011): Grundlagen der Kunstpädagogik – anthropologisch und hermeneutisch.In: Favorite – Schriften zur Kunstpädagogik; Bd. 5; Verlag der Pädagogischen Hochschule Ludwigsburg.
- Hubert Sowa (1992): Krisis der Poiesis. Schaffen und Bewahren als doppelter Grund im Denken Martin Heideggers. (Dissertation) Würzburg 1992.